# Agnieszka Szewczyk
Agnieszka Maria Szewczyk (ur. 1952) – polska uczona pracująca na stanowisku profesora zwyczajnego w Instytucie Informatyki w Zarządzaniu na Wydziale Nauk Ekonomicznych i Zarządzania Uniwersytetu Szczecińskiego. Specjalizuje się głównie w takich dziedzinach naukowych jak: informatyka ekonomiczna, rynek pracy w e-gospodarce czy problemy społeczeństwa informacyjnego. W 1975 roku obroniła tytuł magistra, a 8 lat później została doktorem nauk ekonomicznych. W 1991 uzyskała habilitację, natomiast w roku 2005 została profesorem nauk ekonomicznych. Do ważniejszych osiągnięć naukowych profesor należą:
- specyfikacja typów ubóstwa w społeczeństwie informacyjnym
- opracowanie podstaw metodologicznych analizy błędów i odnowy systemu informacyjnego w celu jego ekonomizacji
- poszukiwanie związku technik informacyjnych ze wzrostem gospodarczym i powiązania sfery ekonomicznej z elementami społecznymi i środowiskowymi
- teoria tzw. dwoistego charakteru informacji – opracowanie formuły, tj. modeli i algorytmów łączących ze sobą trzy główne determinanty ograniczenia bezrobocia: cechy informacji, fazy procesów informacyjnych i zawody związane z informacją oraz jej praktyczna weryfikacja
- skonstruowanie czterech nowych mierników stopnia rozwoju społeczeństwa informacyjnego w obszarze rynku pracy

Profesor Agnieszka Szewczyk jest m.in.: redaktorem naukowym Zeszytów Naukowych Uniwersytetu Szczecińskiego „Studia Informatica”, członkiem Naukowego Towarzystwa Informatyki Ekonomicznej, członkiem PTI, przewodniczącą Rady Programowej Cyklu Corocznych Konferencji „Problemy Społeczeństwa Globalnej Informacji” oraz przewodnicząca Sekcji Społeczeństwa Globalnej Informacji Polskiego Towarzystwa Informatycznego.

## Publikacje
- 2010 – Gdzie to społeczeństwo informacyjne? – blog rodzinny, s. 142, praca zbiorowa pod redakcją Szewczyk A., Hogben, Szczecin;
- 2008 – Multimedia w biznesie, s. 205, praca zbiorowa pod redakcją Szewczyk A., Difin, Warszawa; Problemy moralne w świecie informacji, s. 200, Difin, Warszawa;
- 2006 – Podstawy e-biznesu., praca zbiorowa pod redakcją naukową Szewczyk A., Wydawnictwo Naukowe Uniwersytetu Szczecińskiego, Szczecin;
- 2002 – Informatyk na rynku pracy, praca zbiorowa pod red. naukową Szewczyk A., Wydawnictwo Naukowe US, Szczecin;
- 2001 – Diagnozowanie systemów informacyjnych w teorii i praktyce, Wydawnictwo Naukowe US, Szczecin;
- 1999 – Poradnik programisty. Problemy metodologiczne programowania komputerów. Wydawnictwo Naukowe US, Szczecin;
- 1990 – Podstawy programowania komputerów (materiały do ćwiczeń). Wydawnictwo Naukowe US, Szczecin;
- 1985 – Programowanie komputerów (materiały do ćwiczeń). Wydawnictwo Politechniki Szczecińskiej, Szczecin;
- 1984 – Zarys technologii przetwarzania danych – cz. III. Projektowanie systemów informatycznych. Praca zbiorowa pod red. Olejniczaka W. i Wierzbickiego T. Wydawnictwo Politechniki Szczecińskiej, Szczecin;
- 1984 – Techniki projektowania systemów informatycznych – cz. II. Projektowanie systemów informatycznych. Praca zbiorowa pod red. Olejniczaka W. I Wierzbickiego T. Wydawnictwo Politechniki Szczecińskiej, Szczecin;
- 1983 – Metody projektowania systemów informatycznych – cz. I. Projektowanie systemów informatycznych. Praca zbiorowa pod red. Olejniczaka W. Wierzbickiego T. Wydawnictwo Politechniki Szczecińskiej, Szczecin;
- 1977 – Przewodnik do ćwiczeń ze – Wstępu do informatyki dla studentów I roku kierunku CEI. s. 48 Praca zbiorowa pod redakcją Perenca J. Wydawnictwo Politechniki Szczecińskiej /1981- II wydanie /, Szczecin.